# Wilfred Thesiger

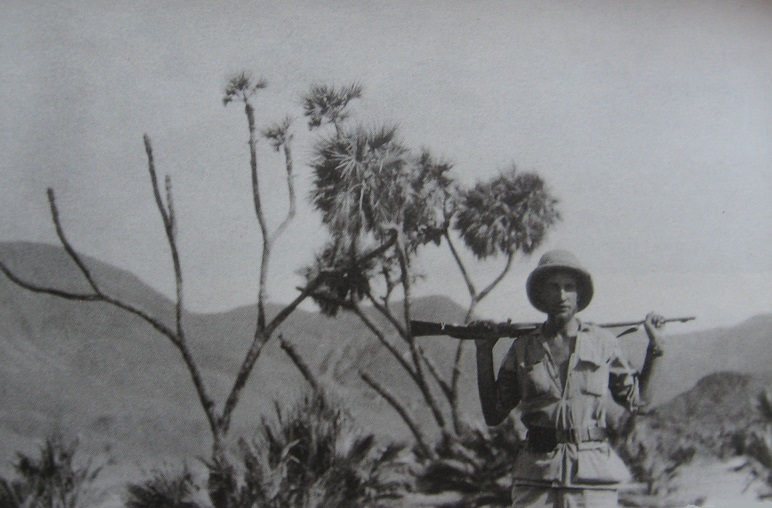
Wilfred Thesiger, koło Zatoki Tadżura, pod koniec ekspedycji 1933–1934 przez sułtanat Aussa

Sir Wilfred Patrick Thesiger także Mubarak bin London (ur. 3 czerwca 1910 w Addis Abebie, zm. 24 sierpnia 2003 w Londynie) – brytyjski podróżnik, odkrywca i pisarz, znany ze swoich podróży po Arabii i wieloletniego pobytu wśród Madanów opisanych w książkach Arabian Sands (1959) i The Marsh Arabs (1964).

## Życiorys
Wilfred Patrick Thesiger urodził się 3 czerwca 1910 roku w Addis Abebie w Etiopii. Był drugim z czterech synów Wilfreda Gilberta Thesigera (1871–1920) – ambasadora Wielkiej Brytanii w Etiopii i jego żony Kathleen Mary Vigors. Dzieciństwo spędził w Addis Abebie. Okres urzędowania Thesigera w Etiopii przypadł na turbulentne czasy – w 1916 roku podczas rebelii przeciwko Lydżowi Ijasu udzielił schronienia właśnie narodzonemu synowi późniejszego cesarza Haile Selassie – Asfie Uesenowi (1916–1997). W 1919 roku, po zakończeniu kadencji ojca, Thesieger wraz z rodziną wyjechał do Wielkiej Brytanii. Studiował historię wojskowości w Eton College i Magdalen College na Uniwersytecie Oksfordzkim.
W 1930 roku udał się z powrotem do Etiopii za osobistym zaproszeniem na koronację cesarza Hajle Syllasje I (1892–1975). Wyjazd ten dał mu możliwość eksploracji Etiopii, m.in. jako pierwszy Europejczyk doszedł do ujścia rzeki Auasz.
W latach 1934–1939 pracował dla administracji Sudanu Anglo-Egipskiego i stacjonował w Kutumie w regionie Darfuru.
Po wybuchu II wojny światowej walczył u boku Brytyjczyków i Etiopczyków z wojskami włoskimi pod dowództwem Orde Wingate'a (1903–1944) i za zasługi w zajęciu Agibaru w 1941 roku został odznaczony Orderem Wybitnej Służby (ang. Distinguished Service Order, DSO). W 1944 roku przez krótki czas pracował jako doradca polityczny etiopskiego następcy tronu.
Następnie pracował dla tajnej agencji rządu brytyjskiego Special Operations Executive, działając przeciw francuskiemu rządowi Vichy w Syrii, a później w nowo-utworzonej elitarnej jednostce Special Air Service do przeprowadzania ataków dywersyjnych za liniami wroga w trakcie działań w Afryce Północnej.
W listopadzie 1945 roku rozpoczął dwumiesięczną ekspedycję przez Ar-Rab al-Chali na Półwyspie Arabskim – największą pustynię piaszczystą świata. Celem wyprawy była lokalizacja źródeł inwazji szarańczy na zlecenie Middle East Anti Locust Unit (MEALU). Po zakończeniu zlecenia Thesiger pozostawał w regionie przez cztery lata, podróżując u boku Beduinów na wielbłądzie z minimalnym zapasem wody i żywności. W 1948 roku po raz drugi przeprawił się przez Ar-Rab al-Chali. Swoje wrażenia z podróży wydał w 1959 roku w formie książki, którą zatytułował Arabian Sands. Brytyjski podróżnik i arabista Harry St. John Philby (1885–1960) mówił o Thesigerze jako „prawdopodobnie największym ze wszystkich odkrywców”.
W 1950 roku udał się do Iraku, gdzie przez prawie siedem lat żył wśród Madanów, prowadząc jako pierwszy Europejczyk obserwacje życia codziennego na mokradłach dolnej Niziny Mezopotamskiej. Wyposażony w leki medycyny zachodniej, pomagał w leczeniu mieszkańców i wyspecjalizował się w zabiegu obrzezania, który przeprowadził ponad 6 tys. razy. Czas spędzony z Madanami opisał w kolejnej książce – The Marsh Arabs (1964).
W 1955 roku udał się na dwa miesiące podróżować po Maroku, gdzie później w latach 1965–1969 spędzał z matką dwa miesiące brytyjskiej zimy.
W 1959 roku powrócił do Etiopii, gdzie doszedł pieszo najpierw do granicy z Kenią, gdzie fotografował wioski ludu Konso. Następnie udał się na północ kraju i dzięki uzyskanemu zezwoleniu zwiedził kościoły skalne w Lalibeli.
Od 1958 roku podróżował po Iranie i Afganistanie. W 1960 roku po raz pierwszy odwiedził Kenię, gdzie wraz z przyjacielem Frankiem Steele’em przeszedł pieszo z Isiolo do Jeziora Rudolfa. W kwietniu 1961 roku przez miesiąc przemierzał na osłach z przyjacielem Johnem Newbouldem region Ngorongoro.
W 1966 roku pracował jako doradca rojalistów podczas wojny domowej w Jemenie Północnym (1962–1970).
W 1980 roku osiadł w Maralalu w Kenii, lecz wobec śmierci dwóch swoich opiekunów i pogarszającego się stanu zdrowia, 84-letni Thesiger powrócił do Wielkiej Brytanii w 1994 roku. W 1995 roku został uhonorowany brytyjskim tytułem szlacheckim i Orderem Imperium Brytyjskiego.
Zmarł w Londynie 24 sierpnia 2003 roku.

## Publikacje
Lista podana za Maitlandem:
- Arabian Sands, 1959
- The Marsh Arabs, 1964
- Desert, Marsh and Mountain, 1979
- The Life of My Choice, 1987
- Visions of a Nomand, 1987
- My Keny Days, 1994
- The Danakil Diary, 1996
- Among the Mountains, 1998
- Crossing the Sands, 1999
- A Vanished Wordl, 2001
- My Life and Travels, 2002 (red. Alexander Maitland)

## Odznaczenia
- 1941 – Distinguished Service Order[3][4]
- Order Gwiazdy Etiopii[7]
- 1995 – Order Imperium Brytyjskiego[8]

## Zbiory fotografii
Thesiger był zapalonym fotografem – podczas swoich licznych podróży i pobytów w Afryce i na Bliskim Wschodzie wykonał kilkadziesiąt tysięcy fotografii, 17 tys. w Afryce. Specjalizował się w zdjęciach portretowych. Po jego śmierci kolekcja licząca ponad 38 tys. negatywów i 71 albumów prywatnych została zaakceptowana przez rząd Wielkiej Brytanii jako forma zapłaty podatku od spadku i przekazana w 2004 roku do Pitt Rivers Museum w Oksfordzie.